# Ding Xuexiang
Ding Xuexiang (xinès simplificat: 丁薛祥, pinyin: Dīng Xuēxiáng; Nantong, 1962) és un polític xinès, membre del Comitè Permanent del Buró Polític del Partit Comunista de la Xina des del 2022. Des del 10 de març de 2023, Primer vicepresident de la República Popular de la Xina.

## Biografia
Ding Xuexiang va néixer el 13 de setembre de 1962 a Nantong, província de Jiangsu (Xina). Es va graduar en enginyeria mecànica al Northeast Heavy Machinery Institute (Universitat de Yanshan)  i també a l'Escola de Gestió de la Universitat Fudan,de Xanghai, on va completar un programa de postgrau en gestió administrativa.

### Carrera política
La seva carrera política la va començar a la ciutat de Shanghai on havia anat a treballar com a enginyer a l'Institut de Recerca de Materials, on va exercir com a investigador (1982–84). El 1984 es va unir al Partit Comunista de la Xina i va començar a ocupar càrrecs com secretari del Comitè de la Lliga de la Joventut Comunista Xina (1984–88); director de l'Oficina General i director del Departament de Propaganda (1988–92). Més tard va ser ascendit a director adjunt de l'institut (1994–96), finalment ascendit a director i, simultàniament, a vicesecretari del partit (1996–99).
A partir del 1999 fins al 2013 va seguir la seva trajectòria a Shanghai, en diversos llocs i responsabilitats, tant a nivell de Partit (Membre del Comitè Permanent del Comitè Municipal, Vicepresident de l'Escola Municipal del Partit, Secretari General, Secretari del Comitè Polític i Jurídic i altres), com a l'administració municipal (Director adjunt de la Comissió de Ciència i Tecnologia, cap de districte del districte de Zhabei, director de l'Oficina de Personal Municipal, i altres).
El 2007 Xi Jinping el va escollir per ser el seu secretari privat quan tots dos treballaven a Shanghai, càrrec que va repetir com a cap de gabinet quan el 2013 Xi va ser nomenat President.
A partir del 2013, amb Xi Jinping com a President, Ding va començar a ocupar càrrecs en l'organització central del Partit (Director adjunt de l'Oficina General del Comitè Central, Director de la Presidència de l’Estat, Director adjunt (a nivell de ministre) de l'Oficina General del Comitè Central encarregat del treball executiu,membre del Buró Polític del Comitè Central, Secretari de la Secretaria del Comitè Central, Director de l'Oficina del President de l'Estat, i altres òrgans directament dependents del Comitè Central).
Des del 20è Congrés Nacional del Partit Comunista de la Xina, és membre del Comitè Permanent del Buró Polític del Comitè Central del PCX.